# Plaza Bicentenario Tepic
La plaza Bicentenario es el espacio que se localiza frente al Palacio de Gobierno en Tepic, Nayarit (México). Además, el cual correspondió a la manzana número 120 en la segunda mitad del siglo XIX, fue comprado en 500 pesos y donada a la ciudad en 1870 por el primer jefe político del Distrito Militar de Tepic Juan de Sanromán, con la finalidad de darle un mayor atractivo visual a la entonces Penitenciaria, hoy sede del Poder Ejecutivo del Estado.

## Historia
A partir de 1874 se le llamó jardín de Sanromán, en honor al donante en reconocimiento de su generosidad. A pesar de ello en 1878 hubo la propuesta de cambiar el nombre por el de plaza Hernán Cortés, pero no fue aceptada. En cambio en 1951 se bautizó como jardín de los Constituyentes, y en 1993 se le denominó Plaza de la Solidaridad, posteriormente se rebautizó como Plaza Bicentenario (como se le conoce actualmente), inspirado por el Bicentenario de la Independencia de México.
En 1881, para perpetuar la memoria del general Juan de Sanromán, las autoridades del territorio y municipio de Tepic proyectaron levantar el centro de la misma un monumento y para ello programaron algunos eventos con el fin de reunir los fondos necesarios para levantar dicho túmulo. 
El 2 de diciembre del citado año, en acto solemne las autoridades en turno colocaron la primera piedra del proyecto diseñado por el ingeniero Manual Pérez Gómez. Además en el cimiento enterraron una botella de cristal, en cuyo interior se introdujo el siguiente documento:

'En la ciudad de Tepic, a las cuatro de la tarde del día 2 de diciembre de 1891, se colocó solamente la primera piedra de este monumento erigido a la memoria del distinguido ciudadano Juan de Sanromán. Como testimonio de gratitud que el pueblo le de por sus eminentes servicios durante el tiempo que rigió sus destinos políticos.

A partir de este momento la plaza siempre fue objeto de cuidado y poco a poco se embelleció en 1910, en la administración del general Mariano Ruiz, se construyó un kiosco con barandal de hierro vaciado. Además, se instalaron bancas de hierro, los andenes se en cementaron y el edificio de la Penitenciaría lucio un reloj. 
En 1928, al cambiarse las oficinas del poder ejecutivo del estado, este espacio fue objeto a mayores cuidados y se remodeló totalmente; el monumento se destruyó y en su lugar se levantó un kiosco, y se construyeron varias fuentes. Así permaneció hasta 1951 y para entonces nuevamente el kiosco fue demolido y en su lugar se construyó un obelisco.
Para 1993 la plaza sufrió una total transformación, pues su interior fue excavado para construir un estacionamiento de dos niveles, y en su superficie se construyeron jardineras y en el centro se edificó una ágora y una fuente en cuyo interior lucia una replica en miniatura de la Isla de Mexcaltitan. Estas dos últimas obras fueron demolidas.